# Rosa Taikon
Rosa Sofia Ingeborg Taikon, tidigare Janusch och Widegren, född 30 juli 1926 i Kyrkefalla församling, död 1 juni 2017 i Ytterhogdals distrikt, var en svensk silversmed och samhällsdebattör av romsk härkomst.
Hennes silverarbeten utmärktes av ringar, halsband, armband i den romska traditionen.

## Biografi

### Uppväxt
Rosa Taikon var dotter till Johan Istvan Taikon (född 1875) och Agda Karlsson (född 1903)  samt äldre syster till författaren Katarina Taikon. Modern Agda föddes i ett torp utanför Härryda, som ett av åtta syskon. Fadern Johan Istvan var tivoliägare, handelsman, kopparslagare, förtennare och musiker. Han kom till Sverige första gången 1898,  då han tillsammans med sin familj reste över hela Europa. Efter att Sverige 1914 införde inreseförbud för romer valde Johan att stanna i Sverige. Han var då gift med den ryska kvinnan Masha, men de hade inga barn tillsammans. Vid ett musikuppträdande på restaurang Lorensberg i Göteborg på 1920-talet träffade han servitrisen Agda, som flyttade in med Johan och Masha. De fick fyra barn ihop: Paul, Rosa, Katarina och Paulina. Barnen såg Masha som sin mormor eller farmor. 
Modern Agda dog av tuberkulos 1932, strax efter lillasyster Katarinas födsel. Rosa var då sex år och fick ta mycket ansvar hemma. Fadern gifte snart om sig med en kvinna från Sundsvall, vilket skildras i Katarina Taikons böcker om Katitzi. 
Familjen tvingades flytta omkring i jakt på arbete och till följd av diskriminering. Rosa har ofta uppgett att familjen tvingades flytta var tredje vecka på grund av lösdriverilagstiftningen. Historikern Jan Selling har dock visat att ingen sådan regel funnits, utan att den så kallade "treveckorsregeln" troligen uppkommit till följd av ordningsmaktens lokala praxis. Icke desto mindre tvingades familjen till ett ständigt flyttande.
Eftersom få skolor ville ta emot romska barn, lärde Johan Taikon dem istället att arbeta. Vid tio års ålder började Rosa Taikon arbeta som trummis i faderns orkester. 

### Utbildning
Taikon studerade vid Birkagårdens folkhögskola 1957–1959 och vid Konstfack 1961–1966. På Konstfack gick hon först två år på den Konstindustriella dagskolan, därefter tre år på Högre konstindustriella skolan. Våren 1967 tog hon examen, 41 år gammal. Hon utbildade sig där till det silversmedsyrke som bland män var traditionellt i hennes familj.  

### Yrkesliv
Taikon har i sitt arbete som silversmed moderniserat och omtolkat romernas traditionella silversmide. Hennes arbeten blev uppmärksammade i samband med en utställning på Nationalmuseum i Stockholm 1969.
När Taikon var 35 år mördades hennes äldre bror, Paul, något som inspirerade henne att arbeta för romers rättigheter. Tillsammans med sin syster Katarina, som skrev boken Zigenerska 1963, började hon göra politiskt opinionsarbete för att minska diskrimineringen mot romer. 
Taikon var en av Sveriges radios sommarpratare 1984. Samma år var hon med i Här är ditt liv med Lasse Holmqvist. Under sommaren 1994 hölls en större utställning på Träslottet i Arbrå, där Taikons arbeten ställdes ut jämte Herta Bengtsons, Karin Björquists och Ingegerd Råmans.
Efter Taikons död donerades hennes verkstad av dödsboet till Hälsinglands Museum och blev 2021 en permanent utställning på museet. Några av hennes arbeten återfinns i Nationalmuseums och Röhsska museets samlingar. Minst lika känd som för smidet är hon som förkämpe för romers rättigheter och plats i samhället.

### Privatliv
Rosa Taikon var 1948–1952 gift med sjömannen Allan Widegren (1927–1971) och 1967–1987 med silversmeden Bernd Janusch (född 1943). Hon var vidare moster till artisten Jim Jidhed, Angelica Ström och judoutövaren Niki Langhammer. Andra släktingar, tillika förkämpar för romska rättigheter, är Hans Caldaras och Monica Caldaras.
Taikon var länge bosatt i Ytterhogdal i Hälsingland. Hon avled 2017, vid en ålder av 90 år, och är begravd på Skogskyrkogården i Stockholm.

## Priser och utmärkelser
- 2010 - Illis Quorum[22]
- 2013 - Olof Palmepriset[23]
- 2014 - Hedersdoktor vid Södertörns högskola[6]

## Filmografi
- 1949 – Smeder på luffen[24]
- 1950 – Kyssen på kryssen[24]
- 1950 – Motorkavaljerer[24]
- 1953 – Marianne[24]